# Birnen-Stäubling
Der Birnen-Stäubling (Apioperdon pyriforme, Syn.: Lycoperdon pyriforme und Morganella pyriformis) ist eine Pilzart aus der Familie der Champignonverwandten (Agaricaceae). Er ist weit verbreitet, sehr häufig in Mitteleuropa und hier der einzige auf Holz wachsende Stäubling. Junge, weißfleischige Fruchtkörper sind essbar, später ist der Pilz ungenießbar.

## Merkmale

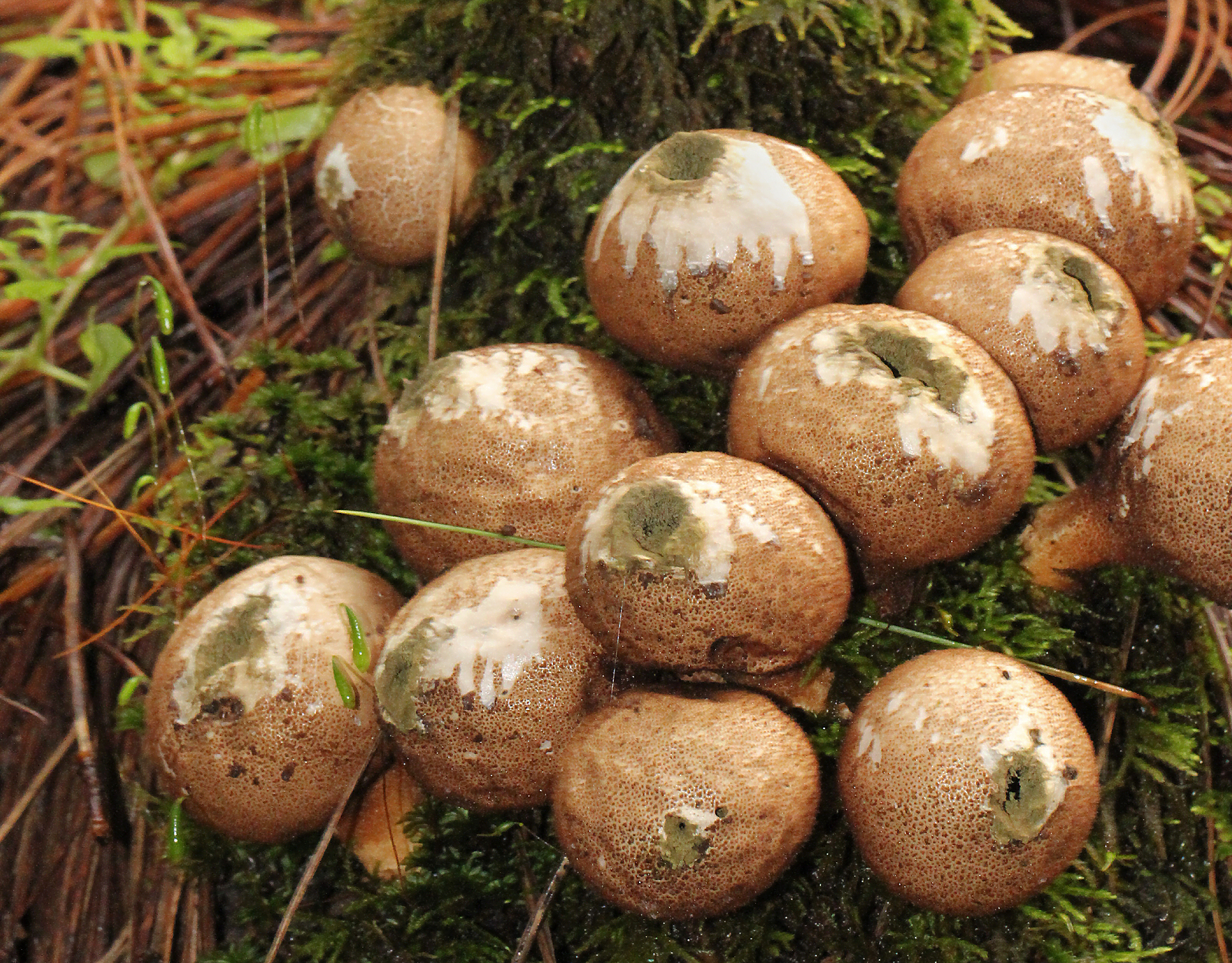
Reife Fruchtkörper des Birnen-Stäublings reißen am Scheitel auf.

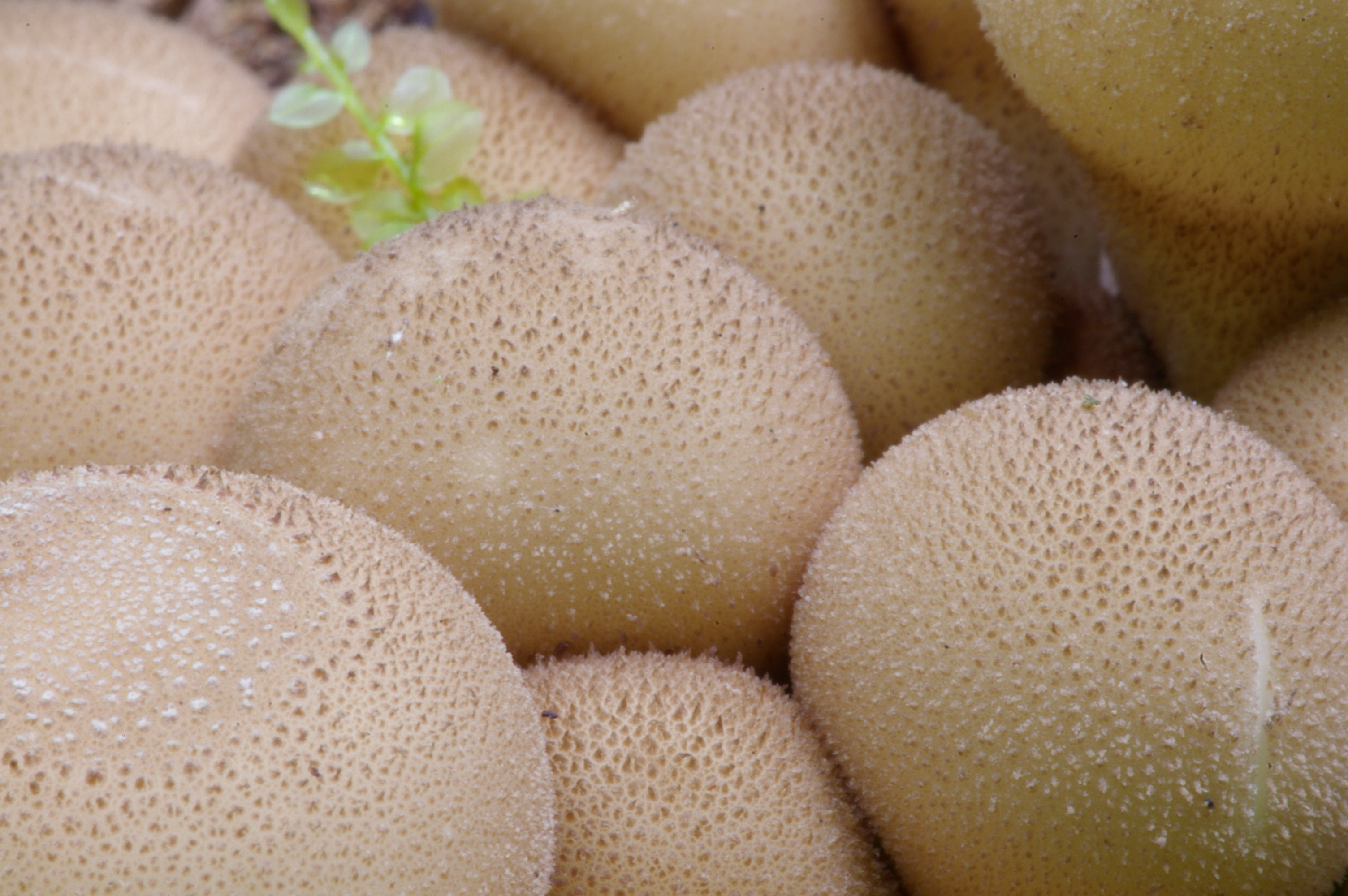
Junge Exemplare zeigen außen vergängliche, feine Stacheln.

### Makroskopische Merkmale
Der büschelige, birnenförmige Fruchtkörper hat ein kugelförmiges Oberteil und eine verjüngte Basis. Er misst im Durchmesser 2–3,5(–5) cm und erreicht eine Höhe von 1–5(–8) cm. Die Oberfläche ist ganz jung mit feinen Stacheln überzogen, die bald abfallen und eine weiche, glatte Struktur hinterlassen. Später bekommt die Außenhülle eine papierartige Konsistenz und reißt bei Reife am Scheitel ein. Durch diese Öffnung gelangen die Sporen als (oliv)brauner Staub ins Freie. Die Färbung ist jung cremefarben und wird später blassbraun. Die Fruchtmasse ist anfangs weiß und fest, wird später gelblich bis bräunlich olivgrün und reift zu einer wattigen, staubigen Struktur. Unter der Glebakammer bleibt das Fleisch bis ins Alter weiß. Fruchtkörperreste überdauern oft den Winter. Das Fleisch schmeckt mild und riecht unangenehm gasartig. An der Stielbasis befinden sich weiße, verzweigte Myzelstränge.

### Mikroskopische Merkmale
Die olivbraunen Sporen messen 3 bis 4,5 Mikrometer, rund geformt, oberflächlich glatt und ohne eine Pedizelle.

## Ökologie
Die Art lebt als Saprobiont in totem Holz und fruchtet von August bis November. Sie ist in vielen Teilen der Welt verbreitet und zumindest in Europa und Nordamerika sehr häufig.

## Systematik und Taxonomie
Die offizielle wissenschaftliche Erstbeschreibung erschien 1774 in einem Werk von Jacob Christian Schäffer. Das Art-Epitheton „pyriforme“ kommt aus dem Lateinischen und bedeutet „birnenförmig“. Eine 2001 veröffentlichte Untersuchung von Dirk Krüger von zusammengestelltem Erbgutuntersuchungs-Material sowie eine Anzahl weiterer Mykologen legen nahe, dass die Gattung Lycoperdon polyphyletisch ist und sich der Birnen-Stäubling dabei am stärksten von der Gruppe abhebt. Dafür sprechen auch mehrere morphologische Merkmale wie das Vorhandensein von Rhizomorphen und dass er auf Holz wächst. Eine Veröffentlichung von 2003 verortete ihn in der Gattung Morganella und änderte die Endung des Epithetons aus Kongruenzgründen zu „pyriformis“. In einer 2008 veröffentlichten Arbeit Phylogenetik der Lycoperdaceae ordnen Larsson und Jeppson die Art unter Berücksichtigung von mehr untersuchten Arten weiterhin der Gattung Lycoperdon zu. Seit 2017 wird der Birnen-Stäubling der Gattung Apioperdon zugeordnet.

## Bedeutung
Sie sind unreif essbar (solange das Fleisch weiß ist) und werden als Speisepilze genutzt. Das Fleisch wird beim Kochen schleimig und oft gallertartig.